# Campionato europeo femminile FIRA 2005
Il campionato europeo femminile 2005 (in tedesco Rugby-Union-Europameisterschaft der Frauen 2005) fu la 10ª edizione del campionato europeo di rugby a 15 femminile ufficialmente organizzato dalla FIRA - AER.
La prima divisione del torneo si tenne in Germania, ad Amburgo, dal 7 al 9 aprile 2005, e si svolse con la formula delle final four: le quattro squadre in gara furono accoppiate in un turno di semifinale in gara unica e le vincenti si disputarono il primo posto.
La vittoria finale arrise all'Italia che, dopo avere battuto in semifinale le padrone di casa della Germania, sconfisse in finale i Paesi Bassi per 22-3.
A Zenica, in Bosnia-Erzegovina, si tenne altresì una Pool B, di fatto una seconda divisione, tra la rappresentante di casa, la Norvegia e la Russia, che vinse il torneo cadetto.

## Formula
Le quattro squadre presenti alla prima divisione di campionato furono accoppiate in gare a eliminazione diretta valevoli come semifinali.
Le due vincitrici si sarebbero affrontate per la conquista del primo posto mentre le altre due si sarebbero contese il terzo.
Tutte le gare si tennero al Millerntor-Stadion, nel quartiere amburghese di St. Pauli.
La seconda divisione si tenne invece a Zenica e vide coinvolte la squadra padrona di casa della Bosnia ed Erzegovina, la Russia e la Norvegia.
Il torneo si svolse a girone all'italiana con gare di andata e ritorno e la squadra vincitrice risultò la Russia a punteggio pieno.

## Squadre partecipanti

### Pool A (1ª divisione)
- Germania
- Italia
- Paesi Bassi
- Svezia

### Pool B (2ª divisione)
- Bosnia ed Erzegovina
- Norvegia
- Russia

## Pool A
|  | Semifinali  | Semifinali  | Semifinali |        |             | Finale          | Finale          | Finale          |  |
|  |             |             |            |        |             |                 |                 |                 |  |
|  | Paesi Bassi | Paesi Bassi | 8          |        |             |                 |                 |                 |  |
|  | Paesi Bassi | Paesi Bassi | 8          |        |             |                 |                 |                 |  |
|  | Svezia      | Svezia      | 7          |        |             |                 |                 |                 |  |
|  | Svezia      | Svezia      | 7          |        | Paesi Bassi | Paesi Bassi     | 3               |                 |  |
|  |             |             |            |        | Paesi Bassi | Paesi Bassi     | 3               |                 |  |
|  |             |             | Italia     | Italia | 22          |                 |                 |                 |  |
|  | Germania    | Germania    | Italia     | Italia | 22          | 0               |                 |                 |  |
|  | Germania    | Germania    |            |        |             | 0               |                 |                 |  |
|  | Italia      | Italia      | 52         |        |             | Finale 3º posto | Finale 3º posto | Finale 3º posto |  |
|  | Italia      | Italia      | 52         |        |             |                 |                 |                 |  |
|  |             |             |            |        |             |                 |                 |                 |  |
|  |             |             |            |        |             | Germania        | Germania        | 5               |  |
|  |             |             |            |        |             | Germania        | Germania        | 5               |  |
|  |             |             |            |        |             | Svezia          | Svezia          | 17              |  |

### Semifinali
| Amburgo 7 aprile 2005, ore 17 UTC+2 | Paesi Bassi | 8 – 7 referto | Svezia | Millerntor-Stadion |

| Amburgo 7 aprile 2005, ore 19 UTC+2 | Germania | 0 – 52 referto                                                                           | Italia | Millerntor-Stadion |
| mt 7’, 37’ Bado 13’ Stefan 28’ Facchini 44’, 72’ Pizzati 54’ Veronica Schiavon 69’ Barattin tr 7’, 13’, 28’, 37’, 44’, 69’ Veronica Schiavon |          |                                                                                          |        |                    |
| |          |                                                                                          |        |                    |
| | mt       | 7’, 37’ Bado 13’ Stefan 28’ Facchini 44’, 72’ Pizzati 54’ Veronica Schiavon 69’ Barattin |        |                    |
| | tr       | 7’, 13’, 28’, 37’, 44’, 69’ Veronica Schiavon                                            |        |                    |

### Finale per il 3º posto
| Amburgo 9 aprile 2005, ore 14 UTC+2 | Germania | 5 – 17 referto | Svezia | Millerntor-Stadion |

### Finale
| Amburgo 9 aprile 2005, ore 16 UTC+2                                                               | Italia | 22 – 3 referto | Paesi Bassi | Millerntor-Stadion |
| Zangirolami 12’ Facchini 24’ G. Bado 45’ Pizzati 67’ mt Veronica Schiavon 12’ tr c.p. 73’ Werlich |        |                |             |                    |
|                                                                                                   |        |                |             |                    |
| Zangirolami 12’ Facchini 24’ G. Bado 45’ Pizzati 67’                                              | mt     |                |             |                    |
| Veronica Schiavon 12’                                                                             | tr     |                |             |                    |
|                                                                                                   | c.p.   | 73’ Werlich    |             |                    |

## Pool B
| Data           | Incontro                        | Risultato | Sede   |
| -------------- | ------------------------------- | --------- | ------ |
| 21 maggio 2005 | Norvegia ― Russia               | 0-25      | Zenica |
| 21 maggio 2005 | Bosnia ed Erzegovina ― Norvegia | 0-30      | Zenica |
| 21 maggio 2005 | Bosnia ed Erzegovina ― Russia   | 0-74      | Zenica |
| 23 maggio 2005 | Russia ― Norvegia               | 49-0      | Zenica |
| 23 maggio 2005 | Norvegia ― Bosnia ed Erzegovina | 22-0      | Zenica |
| 23 maggio 2005 | Russia ― Bosnia ed Erzegovina   | 65-0      | Zenica |

|  | Squadra              | G | V | N | P | PF  | PS  | P±   | PT |
|  | -------------------- | - | - | - | - | --- | --- | ---- | -- |
|  | Russia               | 4 | 4 | 0 | 0 | 213 | 0   | +213 | 8  |
|  | Norvegia             | 4 | 2 | 0 | 2 | 52  | 74  | -22  | 4  |
|  | Bosnia ed Erzegovina | 4 | 0 | 0 | 4 | 0   | 191 | -191 | 0  |